# Rhodolaena bakeriana
Rhodolaena bakeriana är en tvåhjärtbladig växtart som beskrevs av Henri Ernest Baillon. Rhodolaena bakeriana ingår i släktet Rhodolaena och familjen Sarcolaenaceae. Inga underarter finns listade i Catalogue of Life.